# پیلو اسبک
پیلو اسبک (به دانمارکی: Pilou Asbæk) (زاده ۲ مارس ۱۹۸۲) بازیگر دانمارکی است. از فیلم‌های معروف او می‌توان به بازی در فیلم غایب، لوسی، دنیاهایی جدا افتاده و بدو عزیزم بدو اشاره کرد.
همچنین او در سریال بازی تاج و تخت نقش یورن گریجوری را ایفا می‌کند.